# Nous étions soldats
Ne doit pas être confondu avec We Are Soldiers.
Pour plus de détails, voir Fiche technique et Distribution.
Nous étions soldats (We Were Soldiers) est un film franco-germano-américain réalisé par Randall Wallace, sorti en 2002.
Ce film sur la guerre du Viêt Nam met en vedette Mel Gibson dans le rôle principal. L'histoire est tirée du livre We Were Soldiers Once… And Young (en) de Joseph L. Galloway, journaliste témoin direct des évènements, et Harold « Hal » Moore, lieutenant-colonel à l'époque des faits.

## Synopsis
Après la défaite française en Indochine, les États-Unis se préparent à intervenir au Vietnam. Le lieutenant-colonel Hal Moore secondé du sergent-major Plumley reçoit de nouveaux officiers qu'il forme et entraîne, il explique quelle va être la tactique employée au Vietnam : la rotation d'hélicoptères. Moore va commander le 7e de cavalerie, le légendaire régiment de Custer durant les guerres indiennes. Une fois au Vietnam, Moore se rend compte que les enseignements de la guerre d’Indochine n'ont pas été pris en compte, notamment à cause du manque de renseignement et de la méconnaissance du terrain. En novembre 1965, durant la bataille de la Drang (premier affrontement significatif de la guerre du Viêt Nam entre les forces américaines et nord-vietnamiennes), le 7e de cavalerie combat avec 400 hommes dans une clairière, encerclée par plus de 4 000 soldats ennemis. Environ 1 800 soldats vietnamiens meurent des bombardements, des mitraillages et des assauts au lance-flammes. Moore survit à la bataille mais ne se pardonne jamais de rentrer tandis que nombre de ses hommes sont morts, dont le jeune lieutenant Jack Geoghegan.

## Fiche technique
Sauf indication contraire, les informations mentionnées dans cette section peuvent être confirmées par la base de données cinématographiques IMDb,  présente dans la section « Liens externes ».
- Titre original : We Were Soldiers
- Titre français et québécois : Nous étions soldats
- Réalisation : Randall Wallace
- Scénario : Randall Wallace, d'après le livre de Joseph L. Galloway et Hal Moore
- Musique : Nick Glennie-Smith
- Montage : William Hoy
- Photographie : Dean Semler
- Direction artistique : Kevin Kavanaugh
- Décors : Thomas E. Sanders
- Costumes : Michael T. Boyd
- Production : Arne Schmidt, Jim Lemly, Randall Wallace
- Sociétés de production : Icon Productions, Motion Picture Production GmbH & Co. Erste KG, StudioCanal, Wheelhouse Entertainment
- Sociétés de distribution : Paramount Pictures (États-Unis) ; Bac Films (France) ; RCV Film Distribution (Belgique)
- Budget : 75 000 000 USD (estimation)
- Pays de production :  États-Unis,  France,  Allemagne
- Langues originales : anglais, vietnamien et français
- Format : couleurs - 2,35:1 - DTS / Dolby Digital / SDDS
- Durée : 138 minutes
- Dates de sortie :
  - États-Unis et Canada : 1er mars 2002
  - France et Belgique : 17 avril 2002
- Classification :
  - États-Unis : R - Restricted (les enfants de moins de 17 ans doivent être accompagnés d'un adulte)
  - France : interdit aux moins de 12 ans[1]

## Distribution
Sauf indication contraire, les informations mentionnées dans cette section peuvent être confirmées par la base de données cinématographiques IMDb,  présente dans la section « Liens externes ».
- Mel Gibson (VF : Jacques Frantz ; VQ : Hubert Gagnon) : le lieutenant-colonel Harold C. Moore
- Madeleine Stowe (VF : Françoise Cadol ; VQ : Élise Bertrand) : Julia Compton Moore (en)
- Greg Kinnear (VF : Arnaud Bedouët ; VQ : Antoine Durand) : le major Bruce « Snakeshit » Crandall
- Sam Elliott (VF : François Siener ; VQ : Aubert Pallascio) : le sergent-major Basil L. Plumley
- Chris Klein (VQ : Martin Watier) : le lieutenant 2e classe John Geoghegan (arz)
- Keri Russell (VF : Laura Blanc) : Barbara Geoghegan
- Barry Pepper (VQ : Gilbert Lachance) : Joe Galloway
- Đơn Dương : le lieutenant-colonel Nguyễn Hữu An
- Ryan Hurst : le sergent Ernie Savage
- Robert Bagnell : le lieutenant Charlie Hastings
- Marc Blucas : le lieutenant Henry Herrick
- Josh Daugherty : Robert Ouellette
- Jsu Garcia : le capitaine Tony Nadal
- Jon Hamm : le capitaine Matt Dillon
- Clark Gregg (VF : Éric Herson-Macarel) : le capitaine Tom Metsker
- Mark McCracken (en) : le capitaine Ed « Too Tall » Freeman (en)
- Bellamy Young : Catherine Metsker
- Dylan Walsh : le capitaine Robert Edwards
- Desmond Harrington : Bill Beck
- Blake Heron : Galen Bungum
- Brian Tee : Jimmy Nakayama
- Luke Benward : David Moore
- Patrick Saint-Esprit : le major-général Henry E. Emerson
- Jim Grimshaw : le major-général Harry Kinnard

## Tournage
Le film a été essentiellement tourné sur le sol américain en Géorgie et en Californie.

## Contexte historique

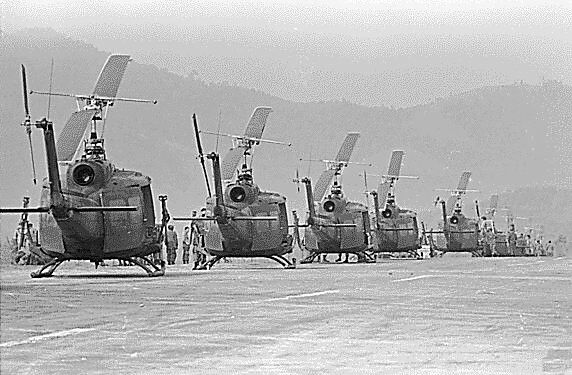
Hélicoptères Huey au Vietnam-Sud en 1969.

Ce film relève à tous égards d'un cinéma de sécurité nationale avec comme base historique la mise au point d'un procédé employant des moyens aériens accrus dans la stratégie de déploiement des forces armées des États-Unis. Cette tactique étant elle-même inspirée de celle mise en œuvre avec succès par les forces françaises durant la guerre d'Algérie (élaborée par le lieutenant-colonel Bigeard). En 1962 un groupe de réflexion nommé Tactical Mobility Requirements Board (en) fut créé à Fort Bragg à la demande du secrétaire à la Défense Mc Namara. Le père de cette doctrine militaire, nommée Airmobile, est Hamilton H. Howze. Celui-ci ambitionnait de rendre les moyens aériens pour l'armée de terre aussi révolutionnaires que le char blindé le fut pour la guerre terrestre.
Afin de faire la preuve de concept, la 11e division aéroportée fut convertie en 1re division de cavalerie américaine "Airmobile" et s'entraîna dès 1963.
Le baptême du feu de cette nouvelle méthode de déploiement des troupes par emploi massif d'hélicoptères et soutien tactique par avions de bombardement fut la bataille de la Drang, dirigée par le lieutenant-colonel Harold Moore en novembre 1965. Le film est basé sur le livre du lieutenant-général Harold C. Moore et du journaliste Joseph L. Galloway.

## Accueil

### Box-office
Nous étions soldats remporte un succès commercial relativement modeste, récoltant 114 660 784 $ de recettes mondiales, dont 78 122 718 $ aux États-Unis, pour un budget de production de 75 000 000 $. Le long-métrage prend la première place du box-office américain le week-end de sa sortie avec 20 212 543 $ engrangés.

## Autour du film

### Erreurs autour de l'embuscade des Français
- Si vous ne connaissez pas le sujet, laissez ce bandeau (vous pouvez alors contacter les auteurs).
- Si vous supprimez le contenu mis en cause (vous pouvez préalablement contacter les auteurs),

argumentez précisément cette suppression dans la page de discussion
(un manque de référence n'est pas un argument ; une recherche réelle de référence doit avoir été effectuée, être formellement documentée).
Au début du film, lors de l'embuscade du Groupement Mobile 100 français pendant la guerre d'Indochine, les uniformes français présentent de nombreuses erreurs. Bien que le GM100 ne comportait pas d'unité de la Légion Étrangère, le Capitaine et le Lieutenant sont présentés comme en étant des officiers, ils devraient donc porter des képis noir et non des képis blanc. Le Lieutenant français portent des galons de poitrines dorés sur fond bleu, propre aux troupes de marine. Les militaires français portent des bérets rouges normalement réservés aux troupes aéroportées avec l'insigne de béret (deux fusils croisés derrière une grenade) de l'infanterie et pour finir ils portent le béret "à l'anglaise" ; insigne de béret sur la gauche de la tête. Alors que dans l'armée française, à l'exception des commandos marine, l'insigne de béret est porté sur la droite de la tête.
L'embuscade du Groupement Mobile 100 est montrée comme une bataille n'ayant laissé aucun survivant côté français, or malgré de lourdes pertes et plusieurs jours de combat, le GM100 a réussi à se replier. Les forces françaises forment un convoi de plusieurs kilomètres composé de quatre rames des camions et artillerie. Un bataillon colonial, le 43e et deux bataillons composés de vétérans de Corée ayant servi au sein de la 2e DIUS. l'embuscade se déclenche au PK15, 15 km de Ankhé sur la route de Pleiku. le GM100 perd tous ses camions, 250 véhicules, 12 canons deux compagnies et demi d'infanterie. L'ensemble des unités fait mouvement vers Mang Yang pass le 24/25 juin 1954 puis Pleiku après d'autres combats les 27 et 28 juin 1954 sur la même route. Pas de képi blancs pour les légionnaires du Mang Yang, pas de bérets rouges pour les parachutistes qui interviendront du 25 au 29 juin. Ces derniers n'auront aucune perte.